# Mistrzostwa Świata Juniorów w Narciarstwie Klasycznym 2018
Mistrzostwa Świata Juniorów w Narciarstwie Klasycznym 2018 – zawody sportowe, które rozegrane pomiędzy 28 stycznia a 4 lutego 2018 roku w szwajcarskich miejscowościach Goms i Kandersteg. Podczas mistrzostw zawodnicy rywalizowali w 22 konkurencjach w trzech dyscyplinach klasycznych: skokach narciarskich, kombinacji norweskiej i biegach narciarskich.
Ponadto, po raz pierwszy w historii, rozegrany został również konkurs kobiet w kombinacji norweskiej (Gundersen HS72/5 km) – miał on charakter testowy, w związku z czym zawodniczkom nie wręczano medali mistrzostw świata juniorów.

## Program
28 stycznia
- Biegi narciarskie – sprint (M/K)

29 stycznia
- Biegi narciarskie (U 23) – sprint (M/K)

30 stycznia
- Biegi narciarskie – 5 kilometrów (K)
- Biegi narciarskie – 10 kilometrów (M)
- Kombinacja norweska – HS 74/5 km (K) – konkurs testowy
- Kombinacja norweska – HS 106/10 km (M)

31 stycznia
- Biegi narciarskie (U 23) – 10 kilometrów (K)
- Biegi narciarskie (U 23) – 15 kilometrów (M)

1 lutego
- Biegi narciarskie – bieg łączony (K/M)
- Kombinacja norweska – HS 106/4×5 kilometrów drużynowo (M)
- Skoki narciarskie – skocznia normalna indywidualnie (M)

2 lutego
- Skoki narciarskie – skocznia normalna indywidualnie (K)
- Biegi narciarskie (U 23) – bieg łączony (K/M)

3 lutego
- Kombinacja norweska – HS 106/5 km (M)
- Skoki narciarskie – HS 106 drużynowo (K/M)
- Biegi narciarskie – sztafeta 4×3,3 km (K)
- Biegi narciarskie – sztafeta 4×5 km (M)

4 lutego
- Skoki narciarskie – HS 106 konkurs mieszany

## Medaliści

### Biegi narciarskie – juniorzy
Mężczyźni
| Konkurencja             | Data             | Złoto                                                                                               | Srebro                                                                                 | Brąz                                                                                                |
| ----------------------- | ---------------- | --------------------------------------------------------------------------------------------------- | -------------------------------------------------------------------------------------- | --------------------------------------------------------------------------------------------------- |
| Sprint stylem dowolnym  | 28 stycznia 2018 | Tom Mancini                                                                                         | Jørgen Lippert                                                                         | Valerio Grond                                                                                       |
| 10 km stylem klasycznym | 30 stycznia 2018 | Jon Rolf Skamo Hope                                                                                 | Siergiej Ardaszew                                                                      | Jørgen Lippert                                                                                      |
| 20 km bieg łączony      | 1 lutego 2018    | Harald Østberg Amundsen                                                                             | Jon Rolf Skamo Hope                                                                    | Jørgen Lippert                                                                                      |
| Bieg sztafetowy 4×5 km  | 3 lutego 2018    | Norwegia 1. Harald Østberg Amundsen · 2. Jon Rolf Skamo Hope · 3. Håvard Moseby · 4. Jørgen Lippert | Stany Zjednoczone 1. Luke Jager · 2. Ben Ogden · 3. Hunter Wonders · 4. Gus Schumacher | Rosja 1. Kiriłł Kiliwniuk · 2. Siergiej Ardaszew · 3. Jarosław Ryboczkin · 4. Aleksandr Tierientjew |

Kobiety
| Konkurencja              | Data             | Złoto                                                                                 | Srebro                                                                                      | Brąz                                                                                  |
| ------------------------ | ---------------- | ------------------------------------------------------------------------------------- | ------------------------------------------------------------------------------------------- | ------------------------------------------------------------------------------------- |
| Sprint stylem dowolnym   | 28 stycznia 2018 | Moa Lundgren                                                                          | Kristine Stavås Skistad                                                                     | Frida Karlsson                                                                        |
| 5 km stylem klasycznym   | 30 stycznia 2018 | Polina Niekrasowa                                                                     | Hailey Swirbul                                                                              | Anita Korva                                                                           |
| 10 km bieg łączony       | 1 lutego 2018    | Frida Karlsson                                                                        | Lone Johansen                                                                               | Hailey Swirbul                                                                        |
| Bieg sztafetowy 4×3,3 km | 3 lutego 2018    | Niemcy 1. Alexandra Danner · 2. Celine Mayer · 3. Lisa Lohmann · 4. Anna-Maria Dietze | Rosja 1. Polina Niekrasowa · 2. Hristina Matsokina · 3. Nina Dobotołkina · 4. Maja Jakunina | Szwecja 1. Tua Dahlgren · 2. Frida Karlsson · 3. Alicia Persson · 4. Johanna Hagström |

### Biegi narciarskie – U 23
Mężczyźni
| Konkurencja             | Data             | Złoto             | Srebro             | Brąz               |
| ----------------------- | ---------------- | ----------------- | ------------------ | ------------------ |
| Sprint stylem dowolnym  | 29 stycznia 2018 | Erik Valnes       | Jan Thomas Jenssen | Even Northug       |
| 15 km stylem klasycznym | 31 stycznia 2018 | Mattis Stenshagen | Dienis Spicow      | Iwan Jakimuszkin   |
| 30 km bieg łączony      | 2 lutego 2018    | Dienis Spicow     | Jules Lapierre     | Ole Jørgen Bruvoll |

Kobiety
| Konkurencja             | Data             | Złoto              | Srebro              | Brąz                |
| ----------------------- | ---------------- | ------------------ | ------------------- | ------------------- |
| Sprint stylem dowolnym  | 29 stycznia 2018 | Tiril Udnes Weng   | Nadine Fähndrich    | Natalja Niepriajewa |
| 10 km stylem klasycznym | 31 stycznia 2018 | Jana Kirpiczenko   | Anna Żeriebiatjewa  | Nadine Fähndrich    |
| 15 km bieg łączony      | 2 lutego 2018    | Anastasija Siedowa | Natalja Niepriajewa | Jana Kirpiczenko    |

### Skoki narciarskie
Mężczyźni
| Konkurencja                       | Data          | Złoto                                                               | Srebro                                                           | Brąz                                                                            |
| --------------------------------- | ------------- | ------------------------------------------------------------------- | ---------------------------------------------------------------- | ------------------------------------------------------------------------------- |
| Skocznia normalna – indywidualnie | 1 lutego 2018 | Marius Lindvik                                                      | Constantin Schmid                                                | Clemens Leitner                                                                 |
| Skocznia normalna – drużynowo     | 3 lutego 2018 | Niemcy Philipp Raimund Justin Lisso Cedrik Weigel Constantin Schmid | Austria Mika Schwann Jan Hörl Maximilian Lienher Clemens Leitner | Norwegia Fredrik Villumstad Jesper Ødegaard Thomas Aasen Markeng Marius Lindvik |

Kobiety
| Konkurencja                       | Data          | Złoto                                                      | Srebro                                                                       | Brąz                                                               |
| --------------------------------- | ------------- | ---------------------------------------------------------- | ---------------------------------------------------------------------------- | ------------------------------------------------------------------ |
| Skocznia normalna – indywidualnie | 2 lutego 2018 | Nika Križnar                                               | Ema Klinec                                                                   | Anna Odine Strøm                                                   |
| Skocznia normalna – drużynowo     | 3 lutego 2018 | Słowenia Jerneja Brecl Nika Križnar Katra Komar Ema Klinec | Rosja Ksienija Kabłukowa Aleksandra Kustowa Lidija Jakowlewa Sofja Tichonowa | Francja Océane Paillard Joséphine Pagnier Romane Dieu Lucile Morat |

Mieszane
| Konkurencja                   | Data          | Złoto                                                                    | Srebro                                                            | Brąz                                                        |
| ----------------------------- | ------------- | ------------------------------------------------------------------------ | ----------------------------------------------------------------- | ----------------------------------------------------------- |
| Skocznia normalna – drużynowo | 4 lutego 2018 | Norwegia Silje Opseth Fredrik Villumstad Anna Odine Strøm Marius Lindvik | Niemcy Luisa Görlich Justin Lisso Gianina Ernst Constantin Schmid | Austria Claudia Purker Jan Hörl Sophie Mair Clemens Leitner |

### Kombinacja norweska
Mężczyźni
| Konkurencja                                      | Data             | Złoto                                                                                   | Srebro                                                                          | Brąz                                                                                              |
| ------------------------------------------------ | ---------------- | --------------------------------------------------------------------------------------- | ------------------------------------------------------------------------------- | ------------------------------------------------------------------------------------------------- |
| Skocznia normalna, bieg na 10 km – indywidualnie | 30 stycznia 2018 | Ondřej Pažout                                                                           | Einar Lurås Oftebro                                                             | Ben Loomis                                                                                        |
| Skocznia normalna, bieg na 4×5 km – drużynowo    | 1 lutego 2018    | Austria 1. Johannes Lamparter · 2. Dominik Terzer · 3. Florian Dagn · 4. Mika Vermeulen | Niemcy 1. Tim Kopp · 2. Luis Lehnert · 3. Constantin Schnurr · 4. Julian Schmid | Norwegia 1. Jens Lurås Oftebro · 2. Simen Kvarstad · 3. Andreas Skoglund · 4. Einar Lurås Oftebro |
| Skocznia normalna, bieg na 5 km – indywidualnie  | 3 lutego 2018    | Vid Vrhovnik                                                                            | Dominik Terzer                                                                  | Jan Vytrval                                                                                       |

Kobiety
| Konkurencja                                                      | Data             | 1. miejsce  | 2. miejsce | 3. miejsce            |
| ---------------------------------------------------------------- | ---------------- | ----------- | ---------- | --------------------- |
| Skocznia średnia, bieg na 5 km – indywidualnie (konkurs testowy) | 30 stycznia 2018 | Jenny Nowak | Anna Jäkle | Anastasija Gonczarowa |